# Mao’er (sockenhuvudort i Kina, Hunan Sheng, lat 28,42, long 109,36)
Mao'er (kinesiska: 猫儿, 猫儿乡) är en sockenhuvudort i Kina. Den ligger i provinsen Hunan, i den södra delen av landet, omkring 350 kilometer väster om provinshuvudstaden Changsha. Antalet invånare är 13 933. Befolkningen består av 6 851 kvinnor och 7 082 män. Barn under 15 år utgör 24,0 %, vuxna 15-64 år 67 %, och äldre över 65 år 8,0 %.
Runt Mao'er är det ganska tätbefolkat, med 239 invånare per kvadratkilometer. Närmaste större samhälle är Maogou, 19,9 km norr om Mao'er. I omgivningarna runt Mao'er växer i huvudsak blandskog.
Genomsnittlig årsnederbörd är 1 719 millimeter. Den regnigaste månaden är maj, med i genomsnitt 303 mm nederbörd, och den torraste är december, med 32 mm nederbörd.